# Colonia Mariano Matamoros
Colonia Mariano Matamoros är en ort i Mexiko.   Den ligger i kommunen Tetecala och delstaten Morelos, i den sydöstra delen av landet, 80 km söder om huvudstaden Mexico City. Colonia Mariano Matamoros ligger 972 meter över havet och antalet invånare är 403.
Terrängen runt Colonia Mariano Matamoros är platt åt sydost, men åt nordväst är den kuperad. Runt Colonia Mariano Matamoros är det ganska tätbefolkat, med 129 invånare per kvadratkilometer. Närmaste större samhälle är Zacatepec, 18,9 km öster om Colonia Mariano Matamoros. I omgivningarna runt Colonia Mariano Matamoros växer huvudsakligen savannskog.